# Área micropolitana de Daphne-Fairhope-Foley
El área micropolitana de Daphne-Fairhope-Foley,  y oficialmente como Área Estadística Micropolitana de Daphne-Fairhope-Foley, AL µSA  por la Oficina de Administración y Presupuesto, es un Área Estadística Micropolitana centrada en las ciudades de Daphne, Fairhope y Foley, en el estado estadounidense de Alabama. El área micropolitana tenía una población en el Censo de 2010 de 182.265 habitantes, convirtiéndola en la 5.º área metropolitana más poblada de los Estados Unidos. El área micropolitana de Daphne-Fairhope-Foley comprende el condado de Baldwin, siendo Daphne la ciudad más poblada.

## Composición del área micropolitana

### Ciudades
- Bay Minette
- Daphne
- Fairhope
- Foley
- Gulf Shores
- Magnolia Springs
- Orange Beach
- Robertsdale
- Spanish Fort

### Pueblos
- Elberta
- Loxley
- Silverhill
- Summerdale